# 杨一 (元朝)
杨一，元朝怀孟（今河南省沁阳市）人。
至元年间，杨一可怜他叔叔杨清家里贫困，于是暗中把分家书契带到神祠焚烧了，和杨清重新合居，持续了三十年，没有丝毫怨言。州县把这些上报，朝廷旌表其家。